# ミトラ (司教冠)

カトリック教会のミトラ

ミトラ（mitra）は、カトリック教会、聖公会、正教会において、司教（カトリック）や主教（聖公会・正教会）が典礼（奉神礼）の執行時にかぶる冠をいう。カトリックの司教はミトラの下にカロッタを付けている。
カトリック教会と聖公会が用いるミトラと、正教会が用いるミトラは全く形状が違う。本項ではカトリック教会と聖公会のミトラについて説明する。正教会のミトラについてはミトラ (宝冠)を参照。
「ヘッドバンド、ターバン」を意味するギリシア語、「ミトラ（μίτρα）」に由来する。カトリック教会と聖公会では、布製で先が尖った五角形のものが使用される。カトリックでは司教冠、聖公会では主教帽、あるいは英語読みでマイター（mitre）ともいう。
ローマ教皇の紋章には伝統的に教皇冠の意匠が用いられてきたが、第265代・第266代ローマ教皇のベネディクト16世・フランシスコは自らの紋章にミトラを採用している。